# Тага (замок)
Замок Тага (яп. 多賀城, たがじょう, "тага додзё" или "тага-но-ки") — крепость-городище VIII—XI веков в Японии, созданная как передовой форпост в провинции Муцу, на севере острова Хонсю для пацификации местных племен эмиси.

## Краткие сведения
Руины замка Тага расположенные на территории города Тагадзё префектуры Мияги. 
Он был основан в 724 году японским полководцем Оно-но Адзумабито. В замке находилась администрация провинции Муцу, военная застава, штаб пацификации, буддистские монастыри и синтоистские святилища, арсенал, а также кладовые для продовольствия. Территория укрепления была обнесена частоколом. 
В 780 году эмисский вождь Корэхари-но Адзамаро сжег Тагу, но вскоре его восстановили.
В 802 году, в связи с успешным продвижением японских войск на север острова Хонсю, сёгун Саканоуэ-но Тамурамаро перенес пацификационный штаб провинции Муцу к замку Исава, на территории современного города Осю префектуры Иватэ. Благодаря этому замок Тага перестал выполнять роль центральной военного ячейки Северной Японии.
В 869 году провинция муцу пострадала от большого землетрясения. Замок Тага оказался наполовину разрушен. Его реконструкция продолжалась до середины X века, но завершена не была. Частично отстроенные здания замка сгорели в пожаре 1097 года.